# Kořenovníkovité

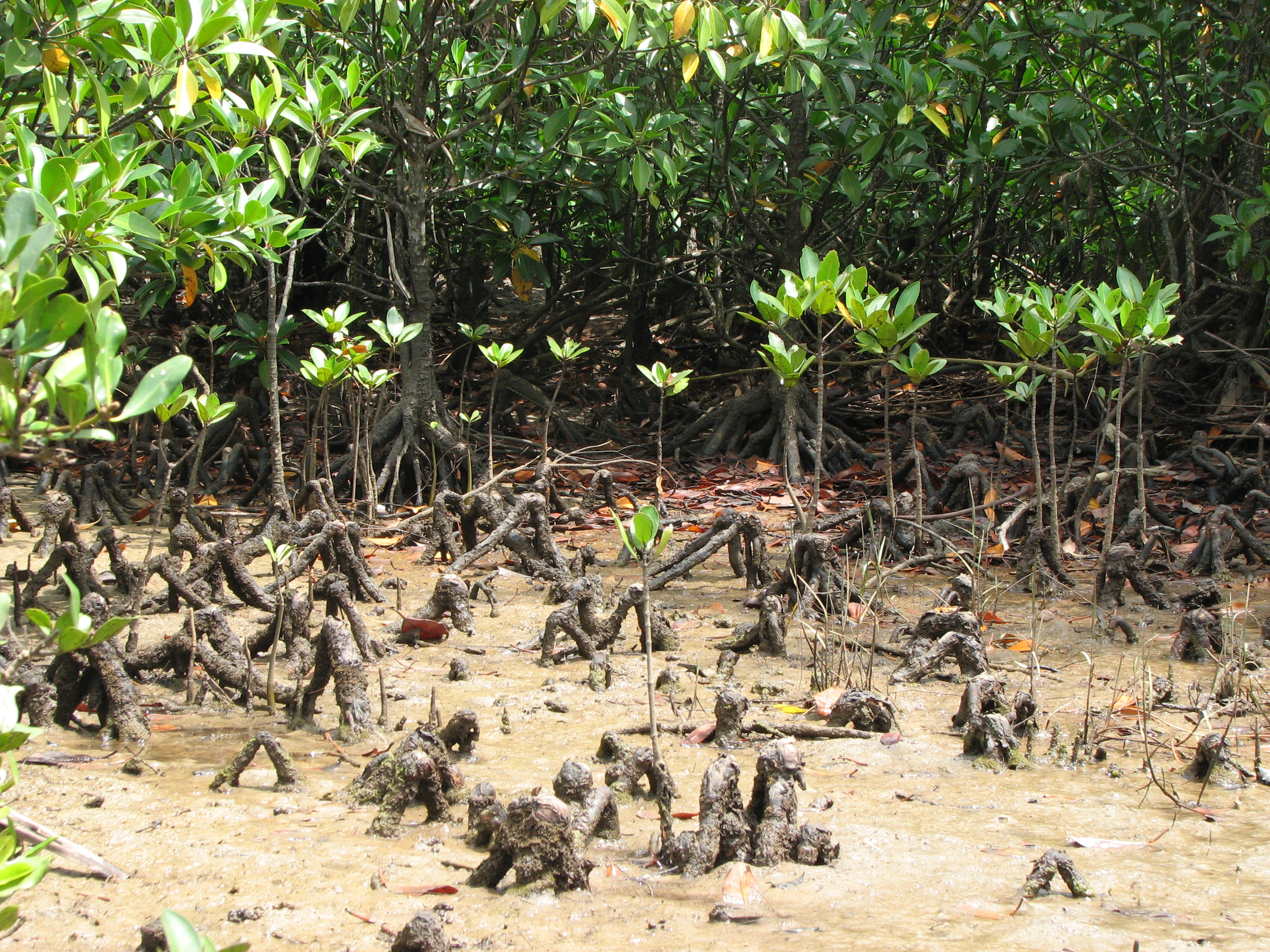
Kolenovník Bruguiera gymnorhiza

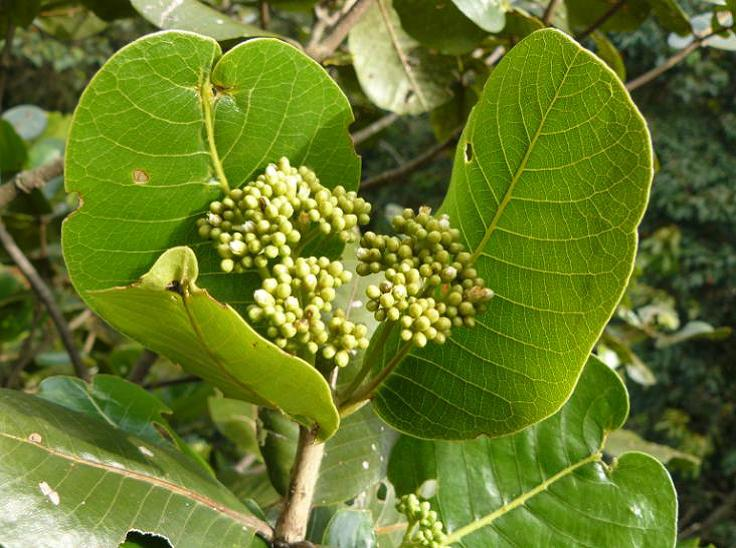
Sterigmapetalum tachirense

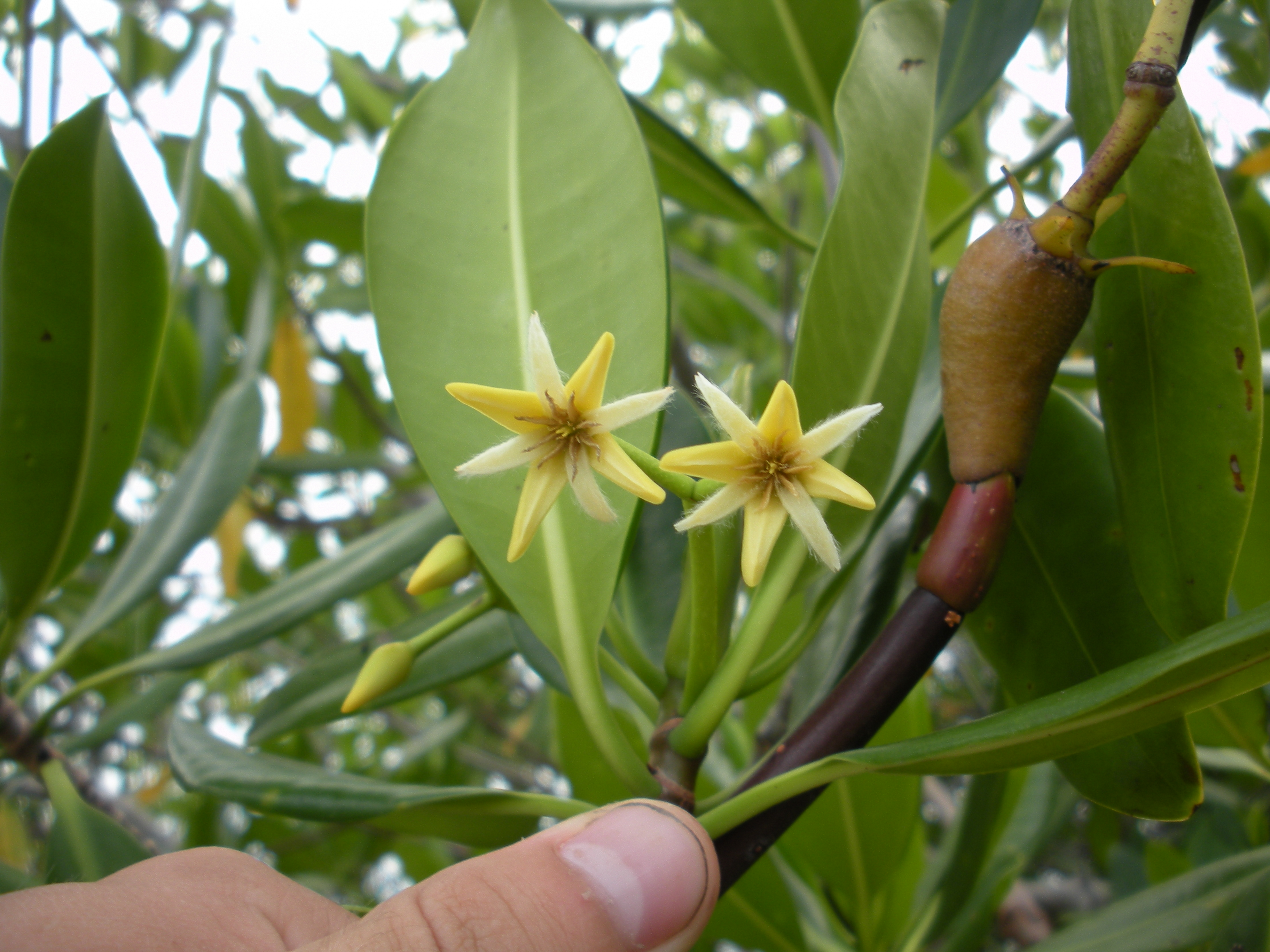
Kořenovník Rhizophora mangle

Kořenovníkovité (Rhizophoraceae) je čeleď vyšších dvouděložných rostlin z řádu malpígiotvaré (Malpighiales).

## Charakteristika
Keře a stromy se vstřícnými nebo přeslenitými jednoduchými listy s opadavými palisty.
Čepel listů je celokrajná nebo jemně zubatá, s peřenou žilnatinou. Květy jsou pravidelné, obvykle oboupohlavné, v úžlabních vrcholících, svazečcích nebo hroznech. Kalich i koruna jsou tvořeny
4 až mnoha na bázi srostlými plátky. Tyčinek je dvakrát tolik než korunních plátků nebo mnoho. Semeník je svrchní až spodní, srostlý ze 2 až 6
plodolistů, se stejným počtem komůrek a s 1 čnělkou. V každém plodolistu jsou 2 vajíčka. Plodem je bobule nebo tobolka s 1 až mnoha semeny.
Čeleď zahrnuje asi 150 druhů v 16 rodech. Je rozšířena v tropech celého světa s přesahy do subtropů v Asii a Severní Americe.
Největší druhová diversita je v tropech Starého světa.
Charakteristickým stanovištěm zástupců této čeledi jsou specializované houštiny na tropických pobřežích, tzv. mangrove.
Mangrove je ovšem tvořeno i zástupci jiných čeledí, v tropické Americe v něm např. spolu s kořenovníky rostou zástupci rodů Avicennia
(Acanthaceae), Conocarpus (Combretaceae) a Pelliciera (Tetrameristaceae).
Druhy čeledi kořenovníkovité, neosidlující mangrove, rostou nejčastěji v tropickém deštném lese. Některé druhy rodu Cassipourea
se však vyskytují i v suchomilné keřovité vegetaci.
U mangrovových druhů se vyvinuly adaptace na prostředí s kolísající salinitou a nedostatkem kyslíku v půdě, k nimž patří především vystoupavé vzdušné kořeny. Semena těchto druhů klíčí z neopadávajících plodů přímo na mateřské rostlině a jsou tak schopna zakořenit i v zóně příboje.

## Taxonomie
Cronquist řadil čeleď kořenovníkovité do řádu kořenovníkotvaré (Rhizophorales) v blízkosti řádu
myrtotvaré (Myrtales), což pozdější výzkumy nepotvrdily. V jiných systémech byla tato čeleď nejčastěji spojována s
čeleděmi jesencovité (Celastraceae), mastnoplodovité (Elaeocarpaceae) nebo rudodřevovité (Erythroxylaceae).
Molekulární analýzy potvrdily vazbu k čeledi rudodřevovité (Erythroxylaceae). V systému APG II byly dokonce tyto
čeledi sloučeny do jedné. V aktuální verzi systému APG III opět figurují jako dvě samostatné, avšak sesterské čeledi.

## Zástupci
- kolenovník (Bruguiera)
- kořenovník (Rhizophora)[1][2]

## Význam
Mangrove v tropech zpevňuje pobřežní zónu. Některé druhy poskytují ceněné dřevo, především Carallia, Cassipourea a mangrovové rody.
Kůra mangrove je používána k vydělávání kůží, ze šťávy se připravuje černé barvivo.

## Seznam rodů
Anopyxis, Blepharistemma, Bruguiera, Carallia, Cassipourea, Ceriops,
Comiphyton, Crossostylis, Gynotroches, Kandelia, Macarisia, Paradrypetes, Pellacalyx, Rhizophora, Sterigmapetalum